# Mistrzostwa Francji w Skokach Narciarskich 2014
Mistrzostwa Francji w Skokach Narciarskich 2014 – zawody, które wyłoniły najlepszych skoczków narciarskich we Francji w roku 2014. Wszystkie konkursy przeprowadzono w marcu 2014 roku w miejscowości Les Rousses na skoczni HS81.

## Medaliści

### Indywidualnie mężczyźni
| Skocznia | Złoto               | Srebro                   | Brąz          |
| -------- | ------------------- | ------------------------ | ------------- |
| HS81     | Ronan Lamy Chappuis | Vincent Descombes Sevoie | Nicolas Mayer |

### Indywidualnie kobiety
| Skocznia | Złoto         | Srebro      | Brąz       |
| -------- | ------------- | ----------- | ---------- |
| HS81     | Coline Mattel | Julia Clair | Léa Lemare |